# طيون عريض الأوراق
الطيون العريض الأوراق نوع نباتي ينتمي إلى جنس الطيون من الفصيلة النجمية.